# Ismaily Gonçalves dos Santos
Ismaily Gonçalves dos Santos (11 de enero de 1990), conocido como Ismaily, es un futbolista profesional brasileño que juega como defensa y se encuentra sin equipo tras abandonar el Lille O. S. C.

## Carrera de futbolista
Nacido en Ivinhema, Mato Grosso Sul, Ismaily jugó para clubes modestos en su país, incluyendo lugareño Ivinhema Futebol Clube y Desportivo Brasil. En el 2009–10 con 19 años fue transferido a Portugal firmando para G.D.Estoril-Praia de la segunda división y jugando todos los juegos como inicialista para ayudar su llegada de equipo en 11.ª posición.
En el verano de 2010 Ismaily se quedó en Portugal, uniéndose al S.C.Olhanense. Apareciendo en 25 partidos en su segundo año, marcando en un 3–2 fuera ganar contra Vitória F.C. Para ayudar completar una remontada de 0–2.
El 16 de junio de 2012, después de una transferencia fallida al C. D. Nacional, Ismaily se unió al S. C. Braga por un contrato de cuatro años haciendo su debut oficial contra el S. L. Benfica en el inicio de la liga, proporcionando dos asistencias en un eventual 2–2.
El 22 de agosto de 2012, en la primera vuelta de la tercera ronda declasificación para la Liga de Campeones de la UEFA, Ismaily igualó para Braga, para terminar con u8n resultado de 1–1 en casa contra Udinese Calcio. En febrero del año siguiente firma un contrato de cinco años con FC Shakhtar Donetsk, uniendo un anfitrión de compatriotas en el lado de Premier League ucraniano.

## Palmarés

### Títulos nacionales
| Título                  | Club                  | País    | Año     |
| ----------------------- | --------------------- | ------- | ------- |
| Liga Premier de Ucrania | F. K. Shajtar Donetsk | Ucrania | 2012-13 |
| Copa de Ucrania         | F. K. Shajtar Donetsk | Ucrania | 2012-13 |
| Supercopa de Ucrania    | F. K. Shajtar Donetsk | Ucrania | 2013    |
| Liga Premier de Ucrania | F. K. Shajtar Donetsk | Ucrania | 2013-14 |
| Supercopa de Ucrania    | F. K. Shajtar Donetsk | Ucrania | 2014    |
| Supercopa de Ucrania    | F. K. Shajtar Donetsk | Ucrania | 2015    |
| Copa de Ucrania         | F. K. Shajtar Donetsk | Ucrania | 2015-16 |
| Liga Premier de Ucrania | F. K. Shajtar Donetsk | Ucrania | 2016-17 |
| Copa de Ucrania         | F. K. Shajtar Donetsk | Ucrania | 2016-17 |
| Supercopa de Ucrania    | F. K. Shajtar Donetsk | Ucrania | 2017    |
| Copa de Ucrania         | F. K. Shajtar Donetsk | Ucrania | 2017-18 |
| Liga Premier de Ucrania | F. K. Shajtar Donetsk | Ucrania | 2017-18 |
| Copa de Ucrania         | F. K. Shajtar Donetsk | Ucrania | 2018-19 |
| Liga Premier de Ucrania | F. K. Shajtar Donetsk | Ucrania | 2018-19 |
| Liga Premier de Ucrania | F. K. Shajtar Donetsk | Ucrania | 2019-20 |
| Supercopa de Ucrania    | F. K. Shajtar Donetsk | Ucrania | 2021    |